# Colceresa
Colceresa es un municipio italiano de 5.911 habitantes en la provincia de Vicenza en la región de Véneto. Se encuentra al pie de la meseta de Siete Municipios.
Fue constituido el 20 de febrero de 2019, por la fusión de los anteriores municipios de Mason Vicentino y Molvena.

## Orígenes del nombre
El nombre del municipio fue elegido para recordar la zona montañosa y uno de sus productos típicos, la cereza de Marostica (en veneciano çerésa o çierésa).
El topónimo ya había sido propuesto con motivo del primer intento de fusión en 1980 . En épocas más recientes se ha utilizado para indicar la ruta turística de Colceresa que serpentea por los senderos montañosos de la zona.

## Historia
La idea de una fusión entre los municipios de Mason Vicentino, Molvena y Pianezze surgió ya a finales de los años 1970. El 13 de abril de 1980 , tras recibir luz verde del consejo regional, se convocó un referéndum para la creación de un nuevo municipio que ya entonces debería haberse llamado Colceresa; Sin embargo, la consulta tuvo un resultado negativo debido a la oposición del electorado de Pianezze. 
El proyecto fue recuperado en 2017 por las administraciones de los municipios de Mason Vicentino y Molvena; la administración de Pianezze había dicho que todavía estaba en contra de la fusión, aunque dispuesta a continuar los acuerdos y colaboraciones con el nuevo municipio. Tras la aprobación del Consejo Regional del Véneto, el 16 de diciembre de 2018 se celebró un referéndum consultivo en el que ganaron los partidarios con el 75,1% de los votos (en concreto, el 75,7% en Molvena y el 74,6% en Mason), a pesar de una participación bastante baja (36,8%).
La creación del municipio fue formalizada por la Ley Regional n. 10 de 18 de febrero de 2019.

## Símbolos
El escudo y pendón del municipio de Colceresa fueron otorgados mediante decreto del Presidente de la República del 13 de febrero de 2020.

«Escudo almenado truncado , en el primero: oro, de tres estrellas de ocho rayos, azur; en el segundo: azul, en la palangana con fuente de plata , de la que brota agua natural, acompañada en la cabecera por tres estrellas plateadas de seis rayos, dispuestas en banda . Adornos exteriores del Municipio.»

El escudo reúne, uno encima del otro, elementos de los emblemas de los dos municipios anteriores: el escudo de Mason Vicentino estaba truncado en oro y azul: en el primero con las dos estrellas en azul; en el segundo a la estrella de oro , la de Molvena era azul, a la palangana con una fuente de plata, de la que brotaba agua natural, acompañada en la cabecera de tres estrellas con seis rayos de plata, dispuestas en banda .
El estandarte es una tela blanca con bordes azules.

## Demografía
| Gráfica de evolución demográfica de Colceresa entre 1871 y 2021 |
|                                                                 |
| fuente ISTAT - elaboración gráfica a cargo de Wikipedia         |

## Galería
|                                          |
| Iglesia de San Andrés en Mason Vicentino |